# آپولو قیروانی
آپولو قیروانی (انگلیسی: Apollo of Cyrene) یا آپولو قیروانی یک مجسمه رومی عظیم از آپولو خدای روم باستان است که در شهرستان باستانی قیروانی، لیبی بود. آن را همراه با تعداد زیادی از دیگر مجسمه‌ها و کتیبه‌های باستانی کشف شده در سال ۱۸۶۱ به موزه بریتانیا فرستادند.

## کشف
این مجسمه‌های بزرگ در اواسط قرن نوزدهم در معبد آپولو در قیروانی لیبی به وسیله حفاری کاوشگران بریتانیایی و باستان شناسان آماتور کاپیتان رابرت مرداک اسمیت و فرمانده (ادوین ای پرچر) کشف شد. مجسمه در ۱۲۱ قطعه شکسته یافت شد و قطعات بعداً در موزه بریتانیا دوباره بهم وصل شد که نسبتاً دست نخورده بود و فقط دست راست و دست چپ آن از بین رفته بود.

## شرح
مجسمه از سنگ مرمر با کیفیت بالا ساخته شده و در اصل نقاشی شده است و خدای برهنه به استثنای یک ردای پیچیده در اطراف باسن خود را نشان داده که به عنوان خدای موسیقی، یک چنگ با پایتون در زیر آن را دارد. مجسمه یک مخلوط عجیب با ویژگی‌های مردانه و زنانه است که منشاء هلنی آن را نشان می‌دهند. این مجسمه احتمالاً تصویری از خدای اصلی در معبد آپولو در قیروانی بود و به عنوان نقطه کانونی برای پرستش و رسوم عبادت عمل می‌کرده است.

## نگارخانه

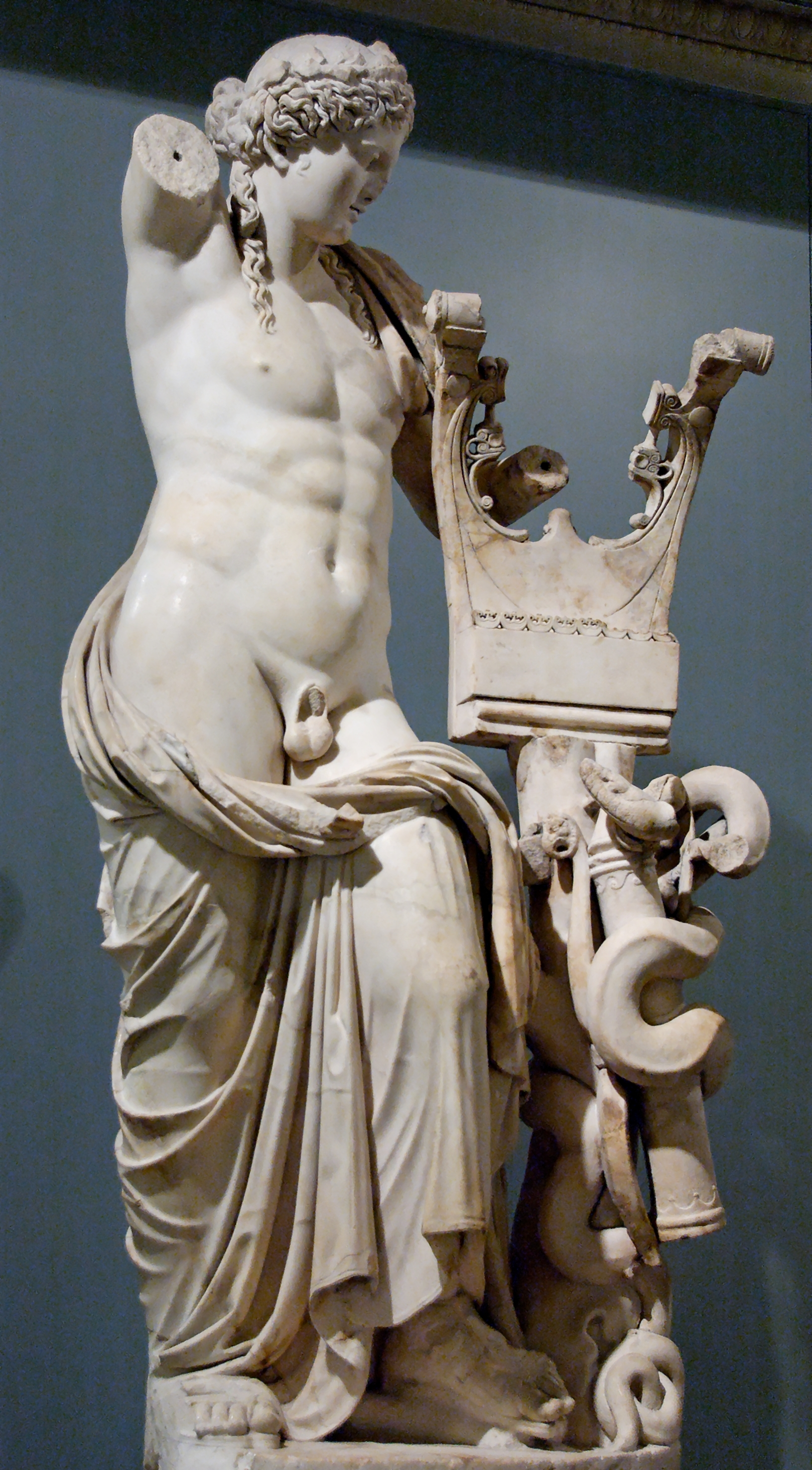